# Firmin
Firmin ist ein männlicher Vorname und ein Familienname.

## Herkunft und Bedeutung
Der Name stammt aus dem Lateinischen und bedeutet „der Feste“, „der Starke“, „der Standhafte“.

## Namenstag
- 7. Juli
- 25. September

## Varianten
- Firmino, Firminus, Fermín; weibliche Form: Firmine

## Namensträger

### Vorname
- Firmin der Ältere von Amiens (Firmin der Märtyrer; um 272–um 303), Bischof von Amiens
- Firmin der Jüngere von Amiens (Firmin der Bekenner; † um 390), Bischof von Amiens
- Firmin Abauzit (1679–1767), französischer Gelehrter (Naturwissenschaften, Geschichte, Theologie und Philosophie)
- Firmin De Vleminck (1945–2007), belgischer Radrennfahrer
- Firmin Didot (1764–1836), französischer Typograph und Schriftsteller
- Firmin Lambot (1886–1964), belgischer Radrennfahrer
- Firmin Massot (1766–1849), Schweizer Porträt- und Genremaler

weiblich
- Firmine Richard (* 1947), französische Schauspielerin

### Familienname
- Agnès Firmin-Le Bodo (* 1968), französische Pharmazeutin und Politikerin (Horizons)
- Claude Firmin (1864–1944), französischer Maler und Kunstpädagoge
- Joseph-Anténor Firmin (1850–1911), haitianischer Anthropologe, Journalist und Politiker
- Lénora Guion-Firmin (* 1991), französische Sprinterin
- Marie-François Firmin-Girard (1838–1921), französischer Genre- und Landschaftsmaler

### Sonstiges
- Firmin (Schauspieler) (1784–1859), Pseudonym des Schauspielers François Becquerelle